# Państwowa sfera budżetowa
Państwowa sfera budżetowa (pot. budżetówka) – państwowe jednostki budżetowe, które prowadzą gospodarkę finansową na zasadach określonych w ustawie z dnia 27 sierpnia 2009 r. o finansach publicznych.